# Jesús Fabián Salas
Jesús Fabián Salas (Tuxpan, Veracruz; 27 de septiembre de 2000) es un futbolista mexicano, juega como Mediocampista y su equipo actual son los Correcaminos UAT de la Liga de Expansión MX.

## Trayectoria
Formación en Celeste FC, Tigres de la UANL, Orgullo Surtam y Santos Laguna
Inicio su trayectoria en el equipo de Celestes F.C. en tercera, estuvo en la sub-17 de Tigres pero no jugó mucho.Luego fue llevado a la sub-20 de Santos Laguna.

### Tampico Madero Fútbol Club
Para 2019 fue promovido al Tampico Madero, debutando en copa el 9 de enero de 2019 ante Puebla.
Después de tener un breve paso en las básicas de Santos Laguna, regresaría al Tampico Madero para el proyecto en Liga de Expansión donde empezó a jugar más a diferencia de otros procesos.

### Club Atlético La Paz
En 2022, el Tampico Madero se convirtió en Club Atlético La Paz, por lo que pasó a jugar con el equipo paceño. Con dicho equipo estuvo 1 año y anotó 4 goles.

### Correcaminos UAT
En junio de 2023 se anuncia su incorporación a Correcaminos de la UAT.